# فيل نيل
فيل نيل (بالإنجليزية: Phil Neal)، من مواليد 20 فبراير 1951، لاعب كرة قدم إنجليزي سابق، ومدرب كرة قدم إنجليزي سابق.
لعب مع منتخب إنجلترا لكرة القدم.

## مسيرته الكروية
لعب فيل نيل خلال مسيرته الاحترافية مع 3 أندية في ثلاثة وعشرون موسمًا وسجل خلالها 72 هدفًا ضمن 706 مباراة. حيث فاز في موسم واحد بالكأس وفي ثمانية مواسم بالدوري.
خاض فيل نيل مسيرته مع نادي نورثامبتون تاون في موسم 1968–69 ليلعب معه سبعة مواسم، مشاركًا في 187 مباراة سجل خلالها 28 هدفًا. ثم انتقل إلى نادي ليفربول في موسم 1974–75 ليلعب معه اثنا عشر موسمًا، حيث شارك في 455 مباراة سجل خلالها 41 هدفًا. لينتقل بعدها إلى نادي بولتون واندررز في موسم 1985–86 ليلعب معه أربعة مواسم، مشاركًا في 64 مباراة سجل خلالها 3 أهداف.

## روابط خارجية
- فيل نيل على موقع الاتحاد الدولي (مؤرشف)  (الإنجليزية)
- فيل نيل على موقع الاتحاد الأوربي (الإنجليزية)
- فيل نيل على موقع قاعدة بيانات كرة القدم.إي يو (الإنجليزية)
- فيل نيل على موقع ناشيونال فوتبول تيمز (الإنجليزية)
- فيل نيل على موقع عالم كرة القدم.نت (الإنجليزية)